# Cyprotides pallescens
Cyprotides pallescens är en fjärilsart som beskrevs av Tite 1963. Cyprotides pallescens ingår i släktet Cyprotides och familjen juvelvingar. Inga underarter finns listade i Catalogue of Life.